# La Villedieu-du-Clain
La Villedieu-du-Clain ist eine französische Gemeinde im Département Vienne in der Region Nouvelle-Aquitaine. Sie zählt 1526 Einwohner (Stand 1. Januar 2022) und gehört zum Kanton Vivonne.

## Geografie
La Villedieu-du-Clain liegt etwa 15 km südlich von Poitiers auf einer Ebene oberhalb des Clain-Tales. Im Osten der Ortschaft beginnt der Bois de la Vayolle, ein von Wanderwegen durchzogenes Waldgebiet, das sich über mehrere Quadratkilometer erstreckt.

## Geschichte
Der Ort ist eine ehemalige Kommende des Malteserordens.
| Bevölkerungsentwicklung | Bevölkerungsentwicklung | Bevölkerungsentwicklung | Bevölkerungsentwicklung | Bevölkerungsentwicklung | Bevölkerungsentwicklung | Bevölkerungsentwicklung | Bevölkerungsentwicklung |
| ----------------------- | ----------------------- | ----------------------- | ----------------------- | ----------------------- | ----------------------- | ----------------------- | ----------------------- |
| Jahr                    | 1962                    | 1968                    | 1975                    | 1982                    | 1990                    | 1999                    | 2009                    |
| Einwohner               | 440                     | 537                     | 831                     | 1091                    | 1356                    | 1327                    | 1507                    |

## Sehenswürdigkeiten
- Die Commanderie Gaillard wurde zwischen dem 15. und dem 17. Jahrhundert errichtet, später grundlegend modernisiert. Sein Taubenschlag ist als Inscrit Monument Historique klassifiziert.
- Die Kirche Saint-Jean-Baptiste ist als Monument historique geschützt. In ihrer Geschichte wurde sie weitgehend umgearbeitet. Die Apsis wurde entfernt, das Kirchenschiff neu errichtet. Das Portal ist romanisch, die Sparrenköpfe und Kapitelle reich verziert. An der Fassade ist ein von kleinen Bögen gestützter Sims angebracht. Im Inneren sind das Weihwasserbecken und ein aus vergoldetem Holz als Büste gefertigtes Reliquiar des Hl. Remigius aus dem 17. Jahrhundert sehenswert.

## Partnerschaften
Partnergemeinden von La Villedieu-du-Clain sind seit 1979 Wachtberg in Nordrhein-Westfalen und seit 2003 Bernareggio in der italienischen Lombardei.